# Rey Ruiz
 Reinerio Ruiz Santiago (La Lisa; 21 de junio de 1966) conocido como Rey Ruiz, es un cantautor cubano de salsa, conocido como "El bombón de la salsa". Ruiz comenzó su carrera musical en el año 1987 a la edad de 21 años.

## Biografía

### Primeros años
Desde niño desarrolló su calidad y talento musical, este fue un motivo para que sus padres lo inscribieran en el conservatorio de Música de La Habana. Siendo aún un niño, fue presentado en la televisión cubana. Luego dio sus primeros pasos de la mano de orquestas como "La Riverside" y "Los Dadas" en el antiguo hotel Habana Hilton (hoy Habana Libre). Años después se une al prestigioso cabaret Tropicana,  deserta de Cuba en el año 1991 yendo a la República Dominicana y dos meses después logra radicarse en Miami, donde se encontraba en auge la música salsa en aquel entonces.

### Carrera musical

#### Década de 1990
En 1992 graba su primer CD que llevaba su nombre, con el cual consiguió ventas de platino, también ganó el premio Billboard y premios lo nuestro, además de ser nombrado el Nuevo Cantante de Salsa del Año por Salsa Tropical. En 1994 publicó su segundo álbum, titulado Mi media mitad. El disco tuvo tanto éxito como el primero, llegando a alcanzar ventas de disco de platino en Puerto Rico y Estados Unidos y de oro en Colombia.
En 1995 publicó su tercer disco, En cuerpo y alma, con el que vuelve a conseguir discos de oro y platino por sus ventas. En 1996 publicó Destino, alcanzando similares éxitos que los anteriores. Un año después estrenó su quinto álbum, Porque es amor, seguido de Ya ves quién soy de 1998 donde canta un tema a dúo con el cantautor brasileño José Augusto que fue muy popular en las radioemisoras de Hispanoamérica.

#### Década de 2000
En el año 2000 aparece en el mercado su nuevo trabajo, titulado Fenomenal, haciendo alusión a la frase que usa siempre en sus canciones, este álbum tiene un estilo renovado y completamente fresco comparado con los anteriores, pero siempre contando con el estilo y todo lo romántico de la voz y la melodía de Rey. En 2004 sale a la venta Mi tentación, que cuenta con la canción "Creo en el amor" en dos versiones, balada, pop y salsa. Dos años después graba el álbum Corazón arrepentido, en el cual incluye varios temas del género balada como lo venía haciendo en sus últimos trabajos. El mensaje salió a la venta en abril de 2009 y contiene nueve canciones inéditas, incluido el sencillo "Si tú te vas".

#### Década de 2010
En 2010 fue publicado el álbum Mis preferidas, nuevo álbum del artista cubano. Cinco años después, el 16 de junio de 2015, publicó Estaciones, grabado en la ciudad de Nueva York.

#### Década de 2020
En 2023 lanza su más reciente proyecto, Insuperable, un álbum en el que le da un atractivo toque de Big Band a algunos de los mejores clásicos de la música popular de todos los tiempos, de países en todo el mundo, incluidos Argentina, Francia, Cuba, México, España y los Estados Unidos.
En 2025 participa como jurado en la temporada décima del show musical Yo me Llamo en Bogotá, Colombia. 

## Discografía
- 1992 - Rey Ruiz
- 1994 - Mi media mitad
- 1995 - En cuerpo y alma
- 1996 - Destino
- 1997 - Porque es amor
- 1998 - Ya ves quién soy
- 2000 - Oro salsero
- 2000 - Fenomenal
- 2004 - Mi tentación
- 2004 - Lo esencial
- 2005 - Mi historia musical
- 2006 - Corazón arrepentido
- 2007 - Tesoros de colección
- 2009 - El mensaje
- 2010 - Mis preferidas
- 2015 - Estaciones
- 2023 - Insuperable